# هوشیار (ترانه کلی کلارکسون)
«هشیار» (به انگلیسی: Sober) تک‌آهنگی از کلی کلارکسون است که در ۱۰ ژوئیه ۲۰۰۷ منتشر شد. این تک‌آهنگ در آلبوم دسامبر من قرار داشت.